# Škola za dizajn, grafiku i održivu gradnju
Škola za dizajn, grafiku i održivu gradnju je splitska strukovna škola, danas na adresi Matice hrvatske 11 u gradskom kotaru Split 3. Osnovao ju je 1907. godine inženjer, arhitekt, reformator obrazovanja i osnivač Etnografskog muzeja i Galerije umjetnina Kamilo Tončić.

## Smjerovi
Škola ima smjerove za umjetnička zanimanja: aranžersko scenografski dizajner, dizajner keramike, dizajner metala, dizajner unutrašnje arhitekture; graditeljska zanimanja: krovopokrivač – izolater, armirač, keramičar – oblagač, podopodlagač, zidar – JMO, rukovoditelj sam. građevinskim strojevima, soboslikar – ličilac – JMO, tesar – JMO; grafička zanimanja: web dizajner, web programer, grafičar dorade, grafičar pripreme, grafičar tiska, grafički tehničar, grafički tehničar pripreme, grafički urednik dizajner, medijski tehničar, pomoćni kartonažer TES.

## Povijest
Školske godine 1920./21. osniva se "Srednja tehnička škola" koja obuhvaća mušku i žensku zanatsku školu. Pod tim nazivom škola djeluje do 1932. godine kada mijenja naziv u "Državna tehnička srednja škola u Splitu".
Školske godine 1940./41. škola mijenja naziv u "Srednja tehnička škola s arhitektonsko-građevinskim odsjekom".Tijekom talijanske okupacije, školske godine 1942./43. škola djeluje pod imenom "Scuola media tecnica". Školske godine 1947./48. škola vraća naziv u "Srednja tehnička škola u Splitu". Od 1948. do 1951. godine škola djeluje pod nazivom "Građevinski tehnikum". Školske godine 1951./52. škola dobiva naziv "Srednja tehnička građevinska Škola". Škola ponovo mijenja naziv školske godine 1959./60. u "Građevinska tehnička škola u Splitu".
Godine 1963. Odlukom Općinske skupštine Split osnovan je "Građevinski školski centar".
Od godine 1974. Građevinski školski centar djeluje kao radna organizacija s tri OOUR-a: OOUR Škola u Splitu, Teslina 4, OOUR Dom učenika u Splitu,V. Masleše b.b. i OOUR Pogon za proizvodni rad u Splitu, P. Brigada 6.
Građevinski školski centar se 1978. godine spaja s Gimnazijom "Ćiro Gamulin" u novu radnu organizaciju Centar za odgoj i obrazovanje u građevinarstvu i industriji građevinskih materijala ”Ćiro Gamulin”.
Centru 1980. godine pristupa kao samostalni OOUR Obrazovanje i odgoj kadrova za industriju kamena i mramora iz Pučišća. Školske godine 1985./86. iz Centra se izdvaja MIOC kao samostalna škola, a 1991. izdvaja se "Graditeljska škola Split". Godine 1993. iz "Graditeljske škole Split" izdvaja se "Graditeljska industrijsko−obrtnička škola Split" koja 1996. mijenja naziv u "Graditeljska obrtnička i grafička škola u Splitu". Pod tim nazivom djeluje do šk.god. 2011./2012. kada mijenja naziv u "Škola za dizajn, grafiku i održivu gradnju Split".

## Humanitarne akcije i projekti
Škola sudjeluje u uređivanju prostorije KBC Split, radu socijalne samoposluge, u projektu za razvoj i promociju volonterstva "Vinka Luković". U 2014. godini dobili su nagradu Županije splitsko-dalmatinske za doprinos razvoju odgoja, srednjoškolskog obrazovanja i vannastavne aktivnosti. U sklopu projekta "Pretežno vedro" učenici su izražavali osjećaje izrađujući maske s ciljem poticanja emocionalnog razvoja gdje se pokazalo kako kreativnost učenika omogućuje samopomoć i aktivno pomaganje vršnjacima.
Podržali su i sudjelovali u županijskom projektu "Poveži se bojom, približi se slikom" kojem je cilj potaknuti i olakšati uključivanje djece i mladih s posebnim potrebama u socijalnu komunikaciju i interakciju s vršnjacima kroz različite radionice na temu "Boje, osjećaji i raspoloženje". Sudjelujemo i u humanitarnoj akciji "Splite, otvori srce".
Pet puta organizirali su državno natjecanje graditeljskih škola, po jedanput grafičkih i likovnih škola. Od 2004. godine organiziraju Izložbu učeničkih radova, u početku u "Konzervatorskom zavodu", a od 2011. godine u Muzeju grada Splita, na kojoj prezentiramo uratke nastale tijekom školske godine u grafičkim i umjetničkim zanimanjima. Posebnu pozornost ove godine izazvao je film "Kreativnost” kojeg su režirali, snimili i montirali učenici. Film je nastao u sklopu školskog projekta ”Kreativnost”, unutar kojeg učenici koji se školuju za zanimanje medijski tehničar, istraživanjem u različitim medijima propituju značaj kreativnosti u svim područjima ljudske djelatnosti, a kao preduvjet za razvoj pojedinca i društva u cjelini.
Učenici ove škole su najuspješniji u badmintonu, streljaštvu, atletici i odbojci.

## Vanjske poveznice
- Službena stranica
- Škola za dizajn, grafiku i održivu gradnju na Facebooku
- Škola za dizajn, grafiku i održivu gradnju - druga stranica na Facebooku